# Stade Jos Becker
Das Stade Jos Becker ist ein Fußballstadion in der luxemburgischen Gemeinde Niederanven östlich der Landeshauptstadt Luxemburg. Es ist die Heimspielstätte des Fußballvereins US Hostert.
Das Stadion wurde 1956 erbaut und weist eine Kapazität von 1.500 Zuschauerplätzen auf. Es verfügt über eine Haupttribüne, Stehränge auf der Gegengeraden sowie eine Flutlichtanlage. Der Rest des Stadions mit einem 100 × 64 m großen Spielfeld aus Naturrasen ist nicht ausgebaut und unüberdacht.
Am 18. Juni 2011 war das Stade Jos Becker Austragungsort eines Länderspiels der luxemburgischen Fußballnationalmannschaft der Frauen, die gegen Äquatorialguinea mit 0:8 unterlag.
2017 fand im Stade Jos Becker das Spiel um den LFL-Ligapokal zwischen Meister und Pokalsieger F91 Düdelingen und dem unterlegenen Pokalfinalisten CS Fola Esch (2:2, 8:9 nach Elfmeterschießen) statt.